# Constellation (yacht, 1964)
Pour l’article homonyme, voir Constellation.
Constellation (US-20) était le yacht de course, defender américain lors de la Coupe de l'America (America's Cup) de 1964 à Newport (Rhode Island) contre le challenger britannique Sovereign (K-12).

## Construction
Le défi américain est construit au Minneford Yacht Yard  de City Island à New York.
Le but de Olin Stephens fut d'avoir, avec Constellation, une version améliorée du Columbia avec une amélioration de la quille plus courte et un équipement technique le plus léger possible admis par la règlementation. La bôme, la pointe du mât ainsi que les winchs étaient en titane. Le mât et la bôme avaient une courbure plus prononcée que ceux des concurrents, permettant ainsi un plus grand contrôle sur les voiles en fonction des conditions de vent et une meilleure vitesse en vent léger avec une longue ligne de flottaison.

## Carrière

Guidon du NYYC

Lors de la qualification  du defender de 1964 Constellation bat les yachts de course Columbia, Easterner,Nefertiti ainsi que l' American Eagle  en finale. Dans la même année, il a également remporté la Caritas Cup et la Chandler Hovey Gold Cup (NYYC).
Skippé par Eric Ridder, il bat le challenger britannique Sovereign par 4 manches à 0 lors de la 1964 America's Cup (en).
De 1968 à 1978, son port d'attache devient la Principauté de Monaco. Son propriétaire, Pierre E. Goemans, agit au nom du Baron Bich qui organise le Défi français de l'America's Cup (Association Française pour la Coupe de l'America - AFCA). En 1967, Constellation a été affrété pour préparer l'Intrepid aux compétitions du futur defender américain. En 1970 et 1974, il est affrété pour la préparation du France 1 par le Baron Bich dans le défi français.
En 1980, Constellation rejoint Londres (Grande-Bretagne) pour l'entrainement du Lionheart  et prend le numéro de voile UK-20.
En 1994, Constellation coule lors d'un remorquage en Turquie.